# ميشال حداد
ميشال حداد (22 فبراير / شباط 1902 – 3 مايو / أيار 1983) ملاكم مصري من الوزن الخفيف (lightweight) شارك في الألعاب الأولمبية الصيفية 1924 الا أنه أقصي في المرحلة الأولى بعد خسارته أمام الملاكم Luigi Marfut.

## وصلات خارجية
- ميشال حداد على موقع أرشيف الشارخ.
- ميشال حداد على موقع أوليمبيديا (الإنجليزية)

Michel Haddad's profile at Sports Reference.com